# Boz barmak
Boz barmak is een archeologische site aan de westelijke oever van het meer Ysykköl in de gelijknamige oblast Ysykköl, daterend uit de Acheuléen- en Moustérien-periodes van het vroegpaleolithicum. 
De site was een werkplaats voor het maken van stenen werktuigen, gelegen op het Boz barmak-terras ten oosten van het dorp Ak-Ôlôn̦, vlakbij de stad Balykčy. 
De site werd onderzocht door de archeologen V. Ranov, M. Ûnusaliev, A. Derevjanko en A. Zenin.  Ûnusaliev stelde voor om de site Salamat Bulak te noemen.